# 8907 Takaji
8907 Takaji (1995 WM5) là một tiểu hành tinh vành đai chính được phát hiện ngày 24 tháng 11 năm 1995 bởi T. Kobayashi ở Oizumi.